# Alexandra Alexandrovna de Russie
La grande-duchesse Alexandra Alexandrovna de Russie (30 août 1842 - 10 juillet 1849) est l'aînée des enfants et la première fille du tsar Alexandre II de Russie et de sa première épouse Marie de Hesse-Darmstadt. Elle meurt d'une méningite à l'âge de six ans et demi.

## Biographie

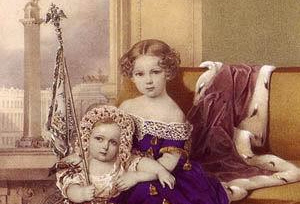
Alexandra avec son jeune frère Nicolas.

Alexandra est surnommée « Lina » ou « Sashenka » par sa famille. Son père aime qu'elle lui tienne compagnie pendant qu'il travaille dans son bureau.
Sa mort d'une méningite à l'âge de six ans et demi dévaste ses parents. Sa mère est encore émue aux larmes par la mention de son aînée des décennies après sa mort ,. Son père place une fleur séchée rapportée de sa messe funèbre dans son journal et marque la page en noir en signe de deuil . La naissance en 1853 de la grande-duchesse Maria Alexandrovna de Russie les ravit, car ils leur avait manqué d'avoir une fille  .
Une robe de soie bleue portée par Alexandra est toujours exposée au Palais d'Hiver cinquante ans après sa mort, selon Margaretta Eagar, la nourrice des quatre filles de Nicolas II et d'Alix de Hesse-Darmstadt.